# فاطمة الزهراء بنيس
فاطمة الزهراء بنيس (من مواليد مدينة تطوان سنة 1973). هي شاعرة مغربية تلقب بحمامة تطوان، وتُعدّ من الشاعرات المعاصرات في المغرب. وهي رئيسة اللجنة الأدبية في جمعية أصوات نسائية المغربية. وترأست الملتقى الدولي لكاتبات العالم في دورته الثالثة عشر بالمغرب. صدرت لها عدة دواوين شعرية، وفازت بجائزتين أدبيتين، ولها حضور في المحافل الأدبية داخل وخارج المغرب، سواء على مستوى البلدان الناطقة بالعربية والبلدان الأوروبية، وخاصة إسبانيا.

## مسيرتها الثقافية
بدأت فاطمة الزهراء بنيس تنشر نصوصها الشعرية في الصحف والمجلات المغربية والعربية منذ مطلع التسعينات. وفي سنة  2004 صدر لها في المغرب أوّل ديوان شعري تحت عنوان "لوعة الهروب". وفي سنة 2006 حازت على شهادة تقدير وتنويه من جائزة مفدي زكريا المغاربية. وبعد مرور أربع سنوات على صدور ديوانها الشعري الأوّل، صدر ديوانها الثاني في مصر تحت عنوان "بين ذراعي القمر" سنة 2008. وفي تلك السنة حصلت على جائزة الشعر التي تنظمها مؤسسة النور للثقافة والإبداع بدولة السويد.[بحاجة لمصدر] وبعد سنة واحدة، فازت بنفس الجائزة للمرة الثانية سنة 2009. وبعد مرور ثلاث سنوات، صدر للشاعرة بنّيس ديوانها الثالث في لبنان تحت عنوان "طيف نبي" سنة 2011. ثم بعد مرور خمس سنوات أصدرت ديوانها الرابع سنة 2016 تحت عنوان "على حافة عمر هارب". وقد تُرجمتْ لها قصائدُ شعريةٌ إلى العديد من اللغات الأجنبية؛ منها اللغة الإنجليزية، واللغة الفرنسية، واللغة الإسبانية، واللغة المقدونية، واللغة الرومانية.[بحاجة لمصدر] كما أدرجت أعمالها الشعرية في عدة أنطولوجيات صادرة بأوروبا. شاركت الشاعرة بنّيس (وهي من عائلة الشاعر  محمد بنيس) في كثير من المهرجانات والملتقيات الثقافية داخل وخارج المغرب، وعلى المستوى العربي والدولي. وهي منسقة الملتقى المتوسطي للشعر بالمغرب، كما أنها عضو في رابطة المبدعين العرب، وأيضاً عضو في اتحاد كتاب الإنترنت العرب، وعضو في حركة شعراء العالم بـالـشيلي، وعضو في فرع المغرب لجمعية البحر الأبيض المتوسط للتبادل الثقافي، إضافة إلى كونها رئيسة اللجنة الأدبية في جمعية أصوات نسائية بالمغرب.[بحاجة لمصدر]
عام 2017 ترأست فاطمة الزهراء بنيس الملتقى الدولي لكاتبات العالم خلال دورته الثالثة عشر، وقد انعقد في المغرب الذي اعتبر أوّل دولة عربية تحتضن "ملتقى كاتبات العالم". وفي عام 2018 قامت الجمعية الإسبانية للآداب "مدرسة الشعر في بنيدورم" بتعيين الشاعرة فاطمة الزهراء بنيس مندوبة لها في تطوان. وكان للشاعرة بنيس حضور متميز في المهرجان الشعري الثالث في غرناطة بإسبانيا سنة 2014، وفي مهرجان جرش للثقافة والفنون بالأردن سنة 2013، ومهرجان الشعر العالمي في مقدونيا، ومهرجان أصداء الجبل للشعر العربي في سورية، والمهرجان الدوليّ للمسرح في الجزائر سنة 2012. وعلى المستوى الوطني كان للشاعرة فاطمة الزهراء بنيس حضور فعّال في المهرجان الوطني للشعر المغربي الحديث سنة 2011، ومهرجان طنجة الدولي للشعر سنة 2023، والمهرجان المتوسطي للشعر سنة 2023، كما شاركت في الملتقى الإسباني للشعر النسائي.

## نقد
ما قيل عنها وعن أشعارها.
- «قامة باسقة ومغرية بالقطوف على الدوام»[29]
- «عناوين دواوين الشاعرة فاطمة الزهراء بنيس تلمح لغنائية شفافة ورومانسية تأخذ من وجع القلب ما يقرأ كتاب الواقع المفتوح على الكائنات، ومصاحبة اللغة في عبورها نحو مهاوي المجهول والغبطة والافتتان»[30]
- «في مجموعتها الشعرية الثانية "بين ذراعي قمر"...، تكتب الشاعرة المغربية فاطمة الزهراء بنيس باقتصاد في الكلمات تبدو الجملة قصيرة، متقشفة في بنائيتها، ومع ذلك تتمكن من منحنا المشهد بكامله: فاطمة الزهراء بنيس تغويها الرغبة في الرسم، فتذهب معها نحو قصائد تقاربا لحكايات المصورة، وإن تكن تفارق السردية مستعيضة عنها بنوع مختلف من البوح يخالف ما بات تقليديا و"مألوفا" في تجارب كثيرات من الشاعرات العربيات، وخصوصا من الجيل الشعري الجديد.»[31]
- «إن المتصفح لديوان " على ذراعي قمر "لاريب سيلمس عن كثب كيف ساهمت ثنائية "الشيء و نقيضه " في منح القصائد بعدا جماليا و عمقا فكريا لا غبار عليهما ، و أهل - بالتالي- القول الشعري في الديوان ليكون محفزا على تعدد القراءات و الإغراق في متاهات التأويل ، وتلك - لعمري- بعض سمات نجاح النص الأدبي.»[32]